# Sigdals kommun
Sigdals kommun (norska: Sigdal kommune) är en kommun i Buskerud fylke i Norge. Kommunens centralort är tätorten Prestfoss.

## Administrativ historik
Sigdals kommun upprättades den 1 januari 1838 (som Sigdal formannskapsdistrikt) när Formannskapslovene från 1837 trädde i kraft. Kommunen hade då en omfattning motsvarande de båda nuvarande kommunerna Sigdal och Krødsherad.
Den 1 januari 1905 bröts Krødsherads kommun ut ur kommunen som då minskade från 6 054 invånare före delningen till 3 785 invånare efter.

## Tätorter
I Sigdals kommun finns en tätort:
- Prestfoss (centralort)

## Socknar
Inom Norska kyrkan är Sigdals kommun indelad i två socknar:
- Eggedals socken
- Sigdals socken

Socknarna ingår i Eikers prosteri i Tunsbergs stift.

## Bilder

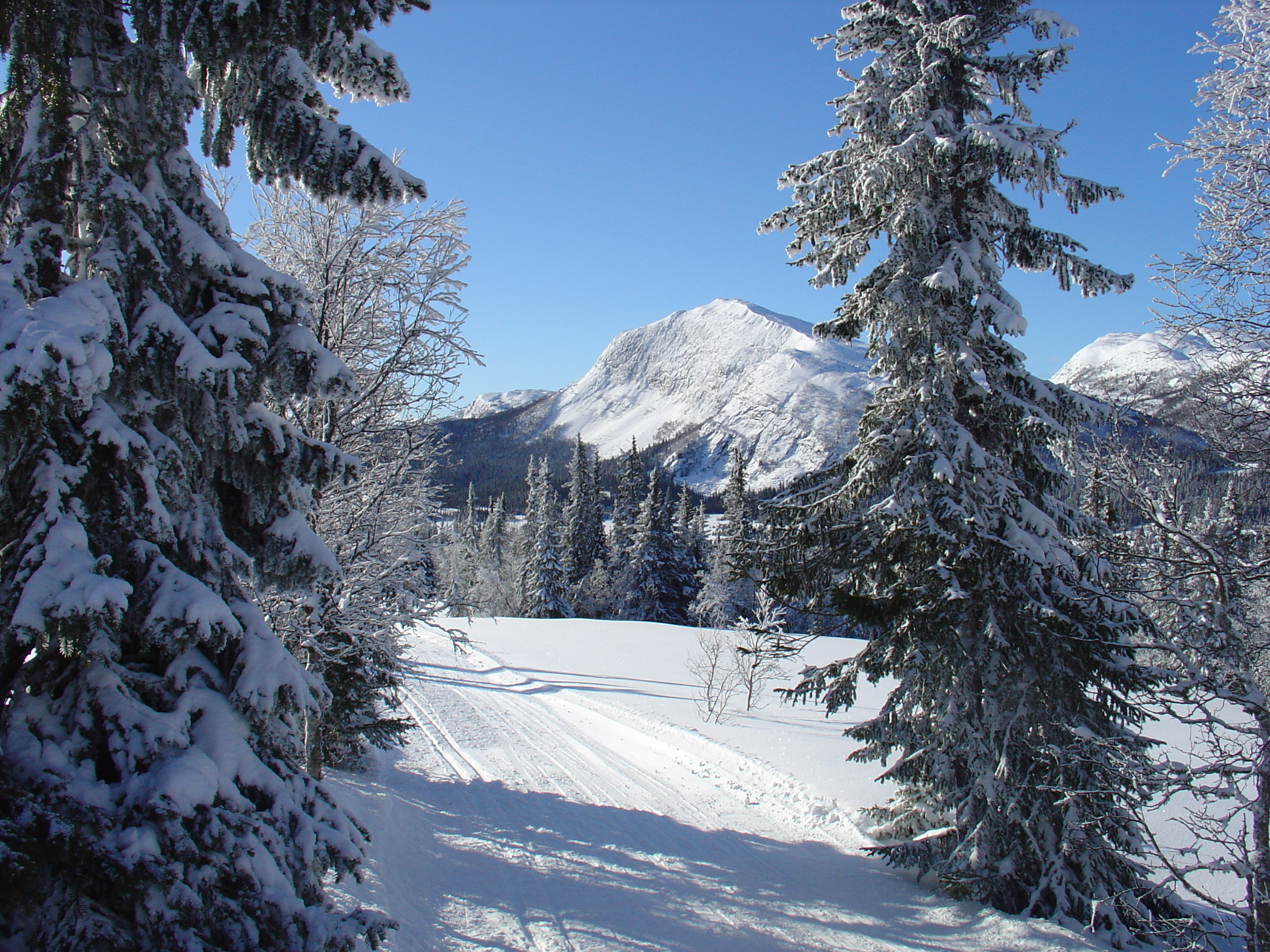
Haglebunatten i Eggedal.
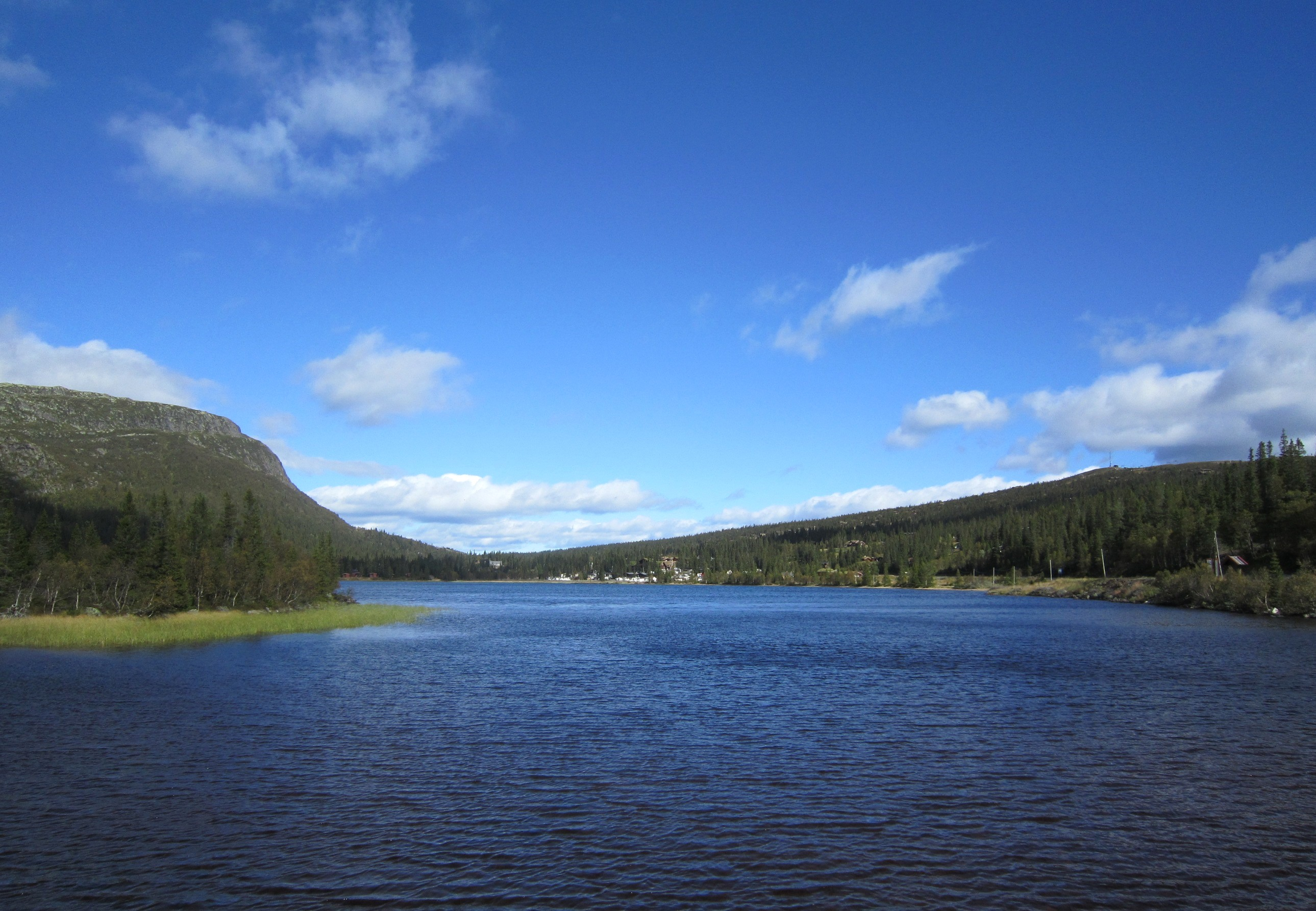
Haglebuvatna.